# Pauza globálního oteplování

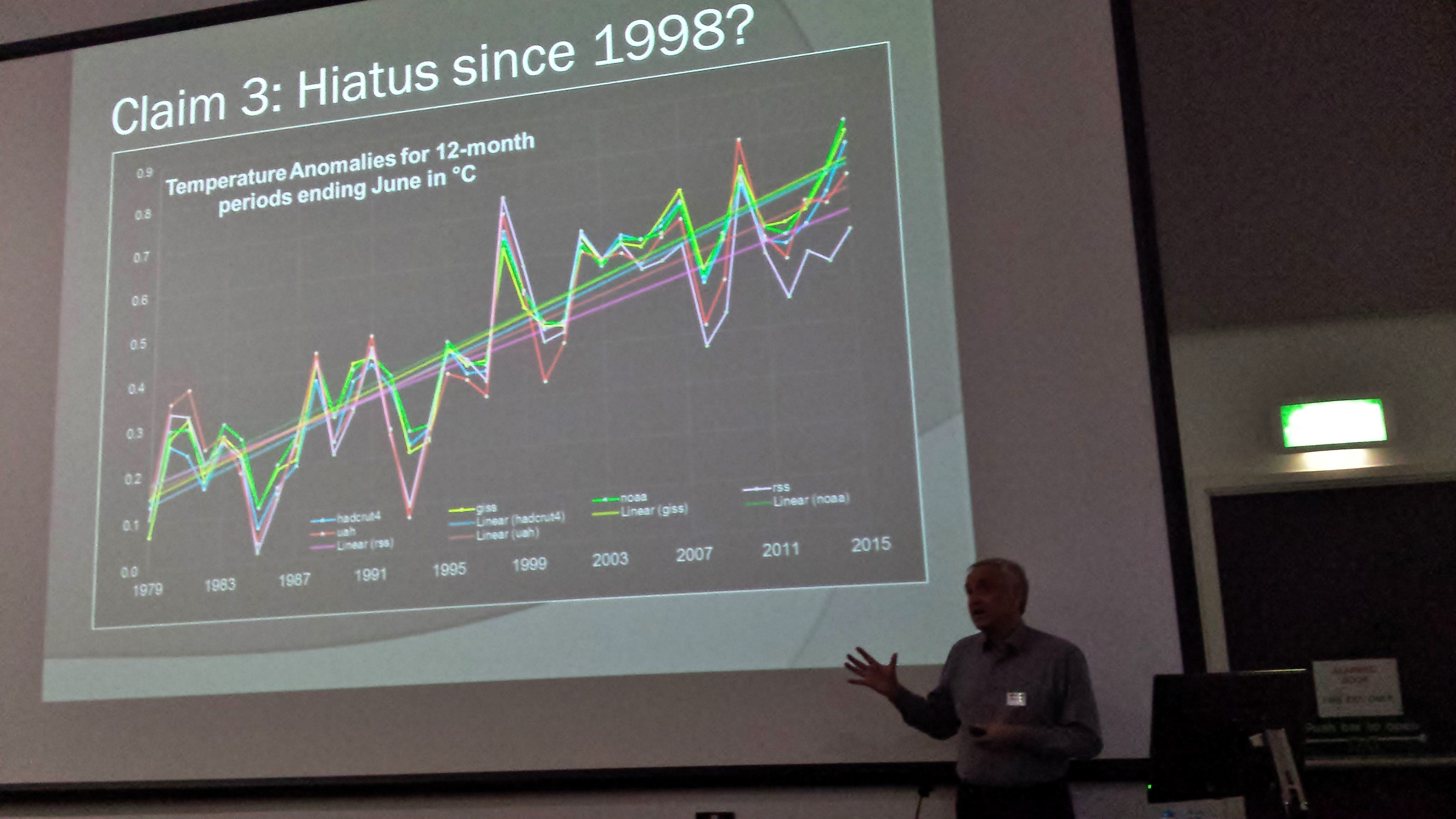
Amardeo Sarma přednáší o popírání klimatické změny na Evropském kongresu skeptiků pořádaném organizací Association for Skeptical Enquiry.

Metodou vybírání třešniček lze zvolením vhodných období, v tomto případě intervalu let 1998–2012, vytvořit „pauzu“, i když stále existuje trend oteplování.

Změny globální průměrné povrchové teploty od roku 1880 do současnosti, ve srovnání s průměrem 1951–1980. Černá čára je globální roční průměr a červená čára je pětiletý klouzavý průměr. Modré sloupce ukazují 95 % limit spolehlivosti. Zdroj: NASA GISS.

Výraz pauza globálního oteplování  či pauza v globálním oteplovánínebo zpomalení globálního oteplování je používán pro označení pro několikaroční období relativně malého nárůstu globálních průměrných povrchových teplot. V současné epizodě globálního oteplování se v záznamech povrchových teplot objevuje mnoho takových přibližně patnáctiletých období, zatímco celkový trend stále ukazuje na vytrvalé oteplování. Taková „pauza“ je vždy kratší než třicetiletá období, ve kterých je klima klasicky průměrováno.

## Pauza 1998–2013
Širokou publicitu získala údajná pauza globálního oteplování v období 1998–2013. Mimořádně teplý rok El Niño v roce 1998 byl výrazně teplejší, než předešlé roky a tak následné nižší průměrné roční teploty vyvolaly dojem pauzy v oteplování: do ledna 2006 někteří kritici globálního oteplování tvrdili, že se oteplování zastavilo nebo pozastavilo. Studie z roku 2009 ukázala, že historicky desetiletá období bez oteplování nebylo výjimečná a studie z roku 2011 ukázala, že pokud by se započetla stanovená variabilita teplot, trend zvyšování teploty by pokračoval beze změny. V roce 2013 vzrostl zájem veřejnosti na zveřejnění Páté hodnotící zprávy Mezivládního panelu pro změnu klimatu a ačkoliv odborníci poukazovali na to, že patnáctileté období je příliš krátké na to, aby určilo smysluplný trend, zahrnovala zpráva Mezivládního panelu pro změnu klimatu (IPCC) i text o pauze v oteplování, který říkal, že v letech 1998 až 2012 je mnohem nižší patnáctiletý trend růstu teplot, než za 60 let v letech 1951 až 2012. Různé studie zkoumaly možné příčiny krátkodobého zpomalení. Konstatovaly, že přestože celkový klimatický systém nadále akumuluje energii díky pozitivní energetické bilanci Země, dostupné údaje o teplotě na zemském povrchu naznačují pomalejší tempo růstu oteplování povrchu než v předchozím desetiletí. Zabývaly se také tím, že měření v horních vrstvách atmosféry ukazovaly, že Země přijímá více energie, než vyzařuje zpět do vesmíru a tím pádem by měla zadržená energie produkovat oteplování v klimatickém systému Země.
Výzkum zveřejněný v červenci 2015, týkající se aktualizovaného souboru dat NOAA zpochybnil existenci pauzy a nezjistil žádný náznak zpomalení ani v předchozích letech. Vědci pracující na jiných souborech dat tuto studii přivítali, vyjádřili však názor, že nedávný trend oteplování byl menší než v předchozích obdobích stejné délky. Podrobná studie následně podporuje závěr, že oteplování pokračuje, ale také zjistilo, že mezi lety 2001 a 2010 došlo k menšímu oteplování, než předpovídaly klimatické modely, a že toto zpomalení lze přičíst krátkodobým změnám v tichomořské oscilaci (pacifická dekádová oscilace), která byla v tomto období negativní. Další výzkumy nenacházejí „žádný podstatný důkaz“ o pauze v globálním oteplování.  Statistická studie údajů o globální teplotě od roku 1970 dochází k závěru, že pojem „pauza“ není odůvodněný. Někteří klimatologové však zpochybnili tvrzení, že pauza není podložena důkazy a tvrdí, že nedávné opravy údajů nezpochybňují její existenci.
Nezávisle na těchto diskusích o datech a měřeních za dřívější roky se ukázalo, že rok 2015 byl mnohem teplejší než kterýkoli z předchozích roků, a to již dříve, než začalo působení El Niño. Teplo roku 2015 z velké části ukončilo jakoukoli zbývající vědeckou věrohodnost tvrzení, že předpokládaná „pauza“ od roku 1998 měl jakýkoli význam pro trend dlouhodobého oteplování. Rok 2016 byl dokonce ještě o něco teplejší. V lednu 2017 studie zveřejněná v časopise Science Advances zpochybnila existenci nedávné pauzy s dalšími důkazy o tom, že byly podceňovány teploty oceánů. Studie z dubna 2017 zjistila, že data jsou v souladu se stabilním trendem oteplování na celém světě od 70. let 20. století, s výkyvy v očekávaném rozmezí krátkodobé proměnlivosti. Společná studie vědců z aljašské University of Fairbanks a Pekingské univerzity z listopadu 2017 zjistila, že když byly chybějící údaje z rychle se oteplující Arktidy interpolovány a zahrnuty do globálních průměrů teploty, tak by tzv. pauza zmizela úplně.

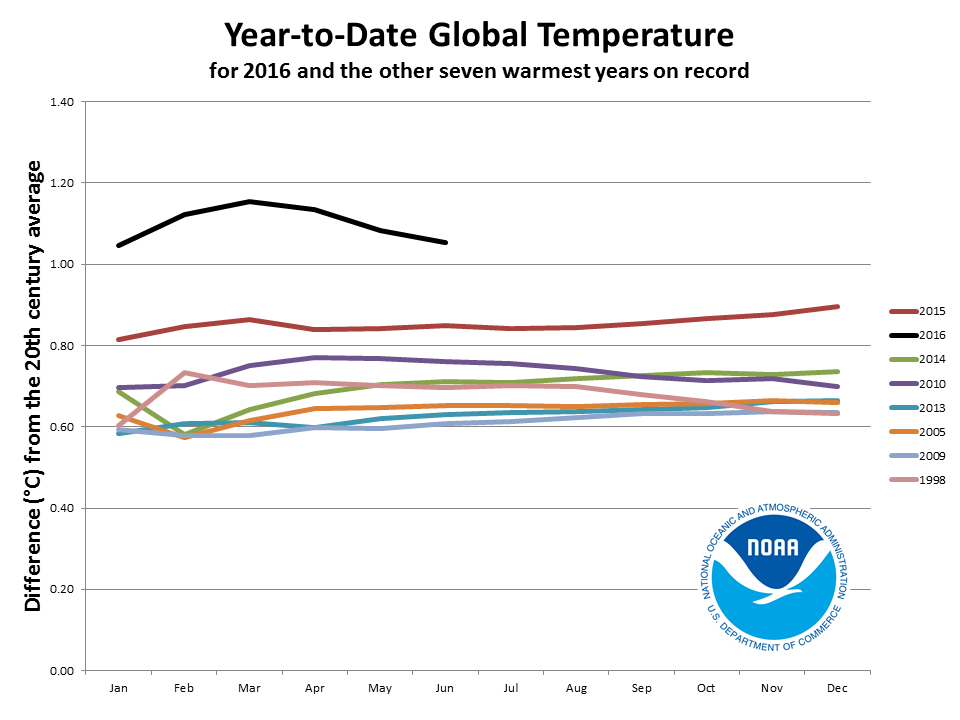
Meziroční globální teplota nejteplejších roků

### Změny povrchové teploty: období pauz
Podnebí je dlouhodobá statistika (obvykle průměr nebo variabilita) počasí: klasické období pro průměrování proměnných počasí je 30 let v souladu s definicí stanovenou Světovou meteorologickou organizací. Instrumentální záznamy teplot ukázaly robustní multidekadální dlouhodobý trend globálního oteplování od konce 19. století, což znamenalo zvrat předešlého dlouhodobější ochlazení v předchozích stoletích, jak je vidět v paleoklimatických záznamech. V kratších meziročních až dekadálních obdobích byla značná variabilita, kdy období pauzy vykazovaly méně jisté krátkodobé trendy. Pauza 1998–2012 vykazuje nárůst o 0,05 [–0,05 až +0,15] °C za desetiletí ve srovnání s dlouhodobějším nárůstem o 0,12 [0,08 až 0,14] °C za desetiletí v období 1951 až 2012. Vzhled pauzy je citlivý na zvolený počáteční a konečný rok: 15leté období začínající v roce 1996 vykazuje tempo nárůstu 0,14 [0,03 až 0,24] °C za desetiletí, ale pokud zvolíme za počátek rok 1997, tak se rychlost oteplování sníží na 0,07 [–0,02 až 0,18] °C za desetiletí. 

### Další aspekty klimatického systému
Zatímco v záznamech teploty povrchového vzduchu se objevily období pauzy, pokračovaly nárůsty teplot dalších složek klimatického systému. Zvyšování hladiny moře se v posledních letech nezastavilo a úbytek arktického mořského ledu pokračoval. Opakovaně byly zaznamenány extrémní povrchové teploty.

## Vývoj vnímání pauzy po roce 1998
Teplý rok El Niño v roce 1998 byl výjimečný: Třetí hodnotící zpráva IPCC z roku 2001 zdůraznila, že „vysoká globální teplota spojená s událostí El Niño v letech 1997 až 1998 vyniká jako extrémní událost a to i s ohledem na nedávnou míru oteplování." Odpůrci teorie globálního oteplování použili tento vrchol, aby chybně tvrdili, že oteplování se zastavilo; například v dubnu 2006, Bob Carter v Daily Telegraphu oznámil, že se oteplování zastavilo na 8 let, ale jeho názor byl brzy vyvrácen. Čtvrtá hodnotící zpráva IPCC v roce 2007 uvedla, že „roky 2005 a 1998 byly nejteplejší dva roky v instrumentálním globálním záznamu povrchové teploty od roku 1850. Povrchové teploty v roce 1998 byly zvýšeny díky jevu El Niño, ale v roce 2005 se nevyskytovala žádná taková silná anomálie. Jedenáct z posledních 12 let (1995 až 2006) – s výjimkou roku 1996 – patří mezi 12 nejteplejších let zaznamenaných od roku 1850.“
V blozích a v médiích se od roku 1998 objevovaly další informace o zastavení oteplování a článek v Investor's Business Daily v roce 2008 dokonce tvrdil, že se planeta začala ochlazovat. V dubnu 2009 studie Národního úřadu pro oceán a atmosféru z USA ukázala, že podobná krátkodobá období bez trendu oteplování nebo dokonce s ochlazováním se vyskytla již dříve od roku 1901 a že dokonce byla nalezena během oteplování od roku 1975. Díky metodě „vybírání třešniček“ lze použít období 1998–2008 na podporu jednoho názoru, zatímco když vybereme období 1999–2008, vidíme silný trend oteplování. Studie statistiků Granta Fostera a Stefana Rahmstorfa z listopadu 2011 ukázala, že po zohlednění známé krátkodobé variability došlo od roku 1998 k nezmenšenému oteplování.
Při přípravě páté hodnotící zprávy IPCC (AR5) chtěli zástupci vlády USA a Evropské unie získat podrobné informace o zpomalení, zástupci Německa a Maďarska oponovali, že 15leté období je příliš krátké na to, aby určilo smysluplný trend, ale IPCC zahrnulo diskusi na toto téma. Zpráva musela být zveřejněna do 15. března, což vylučovalo zahrnutí novějších prací, jako je například dokument vědců z amerického NCAR, včetně Kevina E. Trenbertha, který ukázaly, že se nárůst tepla byl uložen do hlubin oceánů.
Měsíc před oficiální publikací AR5 unikl návrh zprávy, který psal že „modely obecně nereprodukují pozorované snížení trendu oteplování povrchu za posledních 10–15 let“, v tomto návrhu zprávy ale chybělo jasné vysvětlení a tak přilákal v široké míře média. Dne 16. srpna agentura Reuters uvedla, že „panel se bude snažit vysvětlit, proč se globální teploty od roku 1998 stále pokračují v růstu, ale rostou pomaleji, i když koncentrace skleníkových plynů v té době dosáhly rekordních maxim“. BBC dne 19. srpna informovala o varování IPCC, že konečný text se bude lišit, a uvedl: „Panel také nastíní, proč globální teploty od roku 1998 rostou pomaleji, což je kontroverzní zpomalení, které se vědci snaží vysvětlit.“ Uvádí, možnost, že citlivost klimatu je nižší než ukazovaly předchozí odhady. Pokrytí se lišilo: dne 22. srpna National Geographic uvedl, že „návrh zprávy IPCC také odmítá nedávné zpomalení globálního oteplování a přičítá jej krátkodobým faktorům“.
Při pozdních nočních jednáních o formulaci přidal IPCC vyjasnění, včetně „z důvodu přirozené variability jsou trendy založené na krátkých záznamech velmi citlivé na počáteční a konečné datum a obecně neodrážejí dlouhodobé klimatické trendy“, ale na tiskové konferenci, když novináři zveřejnili shrnutí IPCC politiky dne 27. září, se novináři zaměřili spíše na „pauzu“ než na celkové závěry. Toto zaměření vyústilo v titulky, jako je „Globální oteplování zpomalilo ve srovnání s nárůstem emisí“ od Reuters. Dokonce i Nature uvedl zprávu „IPCC: I přes zpomalení, změna klimatu pokračuje“ – dále ale uvádí, že zpomalení od rekordního horkého roku 1998 – pravděpodobně kvůli zvýšenému příjmu tepla oceány – není známkou toho, že by se globální oteplování zastavilo, jak by někteří doufali“.

## Zprávy vědeckých orgánů

### Zpráva Národní akademie věd - Královská společnost
Společná zpráva britské Královské společnosti a Národní akademie věd USA v únoru 2014 uvedla, že změna klimatu nemá „pauzu“ a že dočasné a krátkodobé zpomalení tempa růstu průměrných globálních povrchových teplot v nepolárních regionech se v blízké budoucnosti pravděpodobně znovu zrychlí. "Globálně se nárůst průměrné teploty povrchu se zpomalil. Neznamená to ale zastavení. Závisí to na použitých datových sadách. Pokud se podíváte na datové sady, které zahrnují Arktidu, je jasné, že globální teploty stále rostou," řekl Tim Palmer, spoluautor zprávy a profesor na Oxfordské univerzitě.

### Zpráva Světové meteorologické organizace o klimatu
Při oznamování výroční zprávy Světové meteorologické organizace o klimatu v březnu 2014 uvedl její generální tajemník Michel Jarraud, že nedošlo k žádné pauze, a v roce 2013 pokračoval trend dlouhodobého oteplování. Rok 2013 byl šestým nejteplejším rokem a 13 ze 14 nejteplejších roků bylo zaznamenáno od roku 2000. Řekl, že se „zrychlilo oteplování našich oceánů ve větších hloubkách. Více než 90 procent přebytečné energie zachycené skleníkovými plyny je uloženo v oceánech.
Ve výroční zprávě za rok 2013 se uvádí, že „zatímco v posledních letech se tempo zvyšování teploty povrchového vzduchu zpomalilo, v systému Země je stále zachycováno teplo, většinou jako zvýšený tepelný obsah oceánu. Asi 93 procent přebytečného tepla bylo v letech 1971 až 2010 zachyceno oceánem. Od roku 2000 do roku 2013 absorbovaly oceány přibližně třikrát více tepla než v předchozích 20 letech, zatímco před rokem 2000 byla většina tepla zachycena mezi hladinou moře a hloubkou 700 metrů“, od roku 2000 do roku 2013 bylo nejvíce tepla uloženo mezi 700 a 2 000 metry. Zpráva informuje, že by to mohlo být způsobeno změnami atmosférického a oceánského proudění v tropických oblastech Tichého oceánu, interakcí s El Niño – Southern Oscillation a Pacifickou oscilací.